# Památník obětem druhé světové války (Prachatice)
Památník obětem druhé světové války, dříve Památník osvobození Sovětskou armádou se nacházel v jihočeském městě Prachatice, na rohu ulic SNP a Sokolovská. Byl odstraněn v roce 2008. 
Památník byl odhalen při příležitosti 30. výročí Osvobození Československa. Připomínat měl toto osvobození ze strany Rudé, resp. Sovětské armády. Měl podobu vysokého dekorovaného betonového podstavce, který v spodní části obklopoval kovový reliéf; abstraktně pojatý památník připomínal do značné míry morový sloup. Nedaleko samotného památníku byly ve zdi umístěny dvě pamětní desky; jedna vojenskému zajatci Ondreji Čikovovi, který zemřel v Prachaticích a druhý neznámé ženě, která se účastnila pochodu smrti z koncentračního tábora Ravensbruck. 
V roce 2007 rozhodlo zastupitelstvo města Prachatic o odstranění památníku, který byl ve špatném technickém stavu a který by bylo nutné za několik set tisíc opravit. Samotná likvidace stavby se uskutečnila v roce 2008, následně byla v místě provedena parková úprava. Proti odstranění protestoval Spolek pro vojenská pietní místa.